# سیف‌الله اسکندری
سیف‌الله اسکندری  از سیاستمداران ایرانی بود، که در  دوره پنجم  بعنوان نماینده تبریز در مجلس شورای ملی حضور داشت.